# Belzebú
Belzebú o Beelzebub (més adequadament Ba‘al Zevûv o Ba‘al Zəvûv, en hebreu בעל זבוב, amb moltes variants) era el nom que els monoteistes hebreus donaven a la deïtat filistea Baal adorada en èpoques bíbliques a la ciutat d'Ekron, la qual posteriorment seria assimilada a la tradició cristiana.

## Descripció
El nom del qual s'ha fet derivar Belzebú en la tradició juedeo-cristiana és Ba‘al Zevûv, que significa literalment ‘El Senyor de les Mosques'; aquest nom hauria estat usat pels hebreus com una manera de burla envers els adoradors de Baal, basant-se en el fet que en els temples de Baal la carn dels sacrificis es deixava podrir, per la qual cosa aquells llocs estaven infestats de mosques. Però el nom podria derivar també de Ba‘al tsebal, literalment ‘El Senyor de la Gran Morada’, la qual s'hauria assimilat a l'infern.
En un sentit o un altre la burla canviava amb un gir de pronúncia l'atribució que els creients donaven a la deïtat: Baal Sebaoth, en hebreu ‘El Senyor dels Exèrcits'.

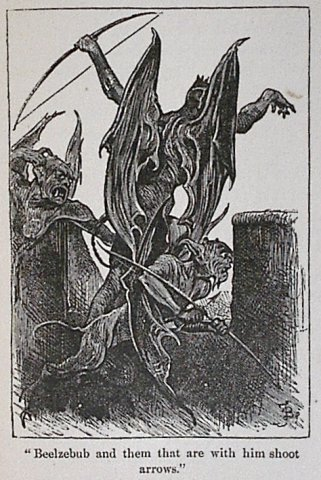
Representació de Belzebú i els dimonis que l'acompanyen a l'edició de Henry Altemus del llibre The Pilgrim's Progress de John Bunyan, publicat l'any 1678 amb gravats de Frederick Barnard, J.D. Linton, W. Small entre altres

En la seva representació al·legòrica l'aparença de Belzebú és de vegades colossal; té el rostre inflat, coronat amb una cinta de foc, cornut, negre i amenaçador, pelut i amb ales de ratapinyada.

### En la demonologia
En la literatura cristiana es va usar per a designar un dimoni, d'acord amb el costum de representar deïtats alienes en forma maligna. Segons Gaietà Soler, és un altre nom de Satanàs, o un dimoni menor.
L'escriptor anglès i Premi Nobel de literatura William Golding va escriure una extraordinària novel·la al·legòrica de la condició de l'home: obligat a construir un ordre, caigut en la confusió, la temptació i el mal, i rescatat en el final dels temps per Déu: Senyor de les Mosques, el nom de Belzebú, que en la novel·la és representat plàsticament pel cap d'un porc salvatge, clavat en una pica en una clariana d'un bosc, i cortejat per milers de mosques que revolegen al seu voltant mentre es va podrint. En el relat bíblic, el dimoni assumeix diversos noms que corresponen a diferents manifestacions de la seva maldat i de les temptacions de pecat que ens ofereix de manera incessant. En la tradició judeocristiana hi ha des del dimoni dels diners, Mammó, fins al que produeix olors fètides, Belial. Amb freqüència és denominat Satanàs, i també Llucifer, i tants altres noms i especialitzacions en el mal com va crear, amb fins didàctics, la imaginació dels predicadors. Aquest semideu rarament vagava per la Terra; sempre es va mantenir distant. Es diu que al seu temple violava nenes que eren portades per esclaus.